# 酉水河镇
酉水河镇，是中华人民共和国重庆市酉阳土家族苗族自治县下辖的一个乡镇级行政单位。

## 行政区划
酉水河镇下辖以下地区：
后溪村、洞口村、大地村、大江村、长远村、河湾村和老柏村。

## 中国传统村落
2012年，河湾村、后溪村被评为首批“中国传统村落”。